# Чхатхе
Чхатхе (кор. 차대, 次大, Chadae, Ch'adae; 71 — 165) — корейський ван, сьомий правитель держави Когурьо періоду Трьох держав.

## Біографія
Відповідно до Самгук Сагі він був молодшим братом свого попередника, Тхеджохо. Був хоробрим, але жорстоким правителем.
За правління свого брата Чхатхе успішно відбивав напади китайської Династії Хань, завдяки чому його вплив при дворі значно зріс. Після усунення опонентів та вимушеного зречення Тхеджохо Чхатхе 146 року зайняв престол.
Чхатхе продовжив консолідацію влади. В третій рік свого правління він наказав убити двох синів Тхеджохо та змусив вчинити самогубство одного зі своїх братів, а також переслідував свого молодшого брата, майбутнього вана Сінтхе.
Відповідно до Самгук Сагі Чхатхе вбив один з його міністрів після низки природних катаклізмів і громадянських заворушень. Відповідно до Самгук Юса  165 року Сінтхе вбив обох своїх братів: Тхеджохо та Чхатхе, після чого сам зайняв трон.